# Przełom Skawy
Przełom Skawy – przełom rzeki Skawy przez Beskid Średni, Pogórze Wielickie oraz Beskid Mały o łącznej długości około 14 km.
Przełom składa się z trzech odcinków:
- między Skawcami a Zagórzem (w Beskidzie Średnim)
- między Zagórzem a Świnną Porębą (w Beskidzie Małym i Pogórzu Wielickim)
- między Świnną Porębą a Gorzeniem (w Beskidzie Małym)

Pierwszy odcinek znajduje się między Upaleniskiem a Kurczyną. Liczy on ok. 3,5 km długości. Szerokość doliny w tym odcinku dochodzi do 350 m.
Drugi odcinek między Jaroszowicką Górą a Wierzchowiną wraz z Upaleniskiem tworzą najwęższy odcinek przełomu średniej szerokości doliny rzecznej około 200 m i szczytami wznoszącymi się 150–200 m nad poziom rzeki. W tym odcinku Skawa tworzy cztery zakola o długości ramion dochodzących do 1 km. 
Trzeci odcinek jest najstarszy o łagodnych stokach, wyraźnie szerszy od poprzednich.